# Акваформоза
Акваформоза (итал. Acquaformosa) је насеље у Италији у округу Козенца, региону Калабрија.
Према процени из 2011. у насељу је живело 1145 становника. Насеље се налази на надморској висини од 761 м.

## Становништво
Према резултатима пописа становништва 2011. у општини је живело 1.161 становника.
| 1931. | 1936. | 1951. | 1961. | 1971. | 1981. | 1991. | 2001. | 2011. |
| ----- | ----- | ----- | ----- | ----- | ----- | ----- | ----- | ----- |
| 1.516 | 1.630 | 1.812 | 1.740 | 1.523 | 1.485 | 1.460 | 1.295 | 1.161 |